# 伊兹比卡屠杀
伊兹比卡大屠杀是科索沃战争中最大的大屠杀之一。战争结束后，前南斯拉夫国际刑事法庭发现，大屠杀导致约93名科索沃阿族人死亡，其中大多数是年龄在60至70岁之间的男性非战斗人员。

## 背景
在科索沃战争期间，来自邻近地区的科索沃阿族人认为伊兹比卡是安全的避难所，部分原因是由于科索沃解放军的存在。到3月27日，数千名来自德雷尼察地区的科索沃阿尔巴尼亚人聚集在伊兹比卡。大多数平民是在北约开始轰炸后来的，当时南斯拉夫政府军开始炮轰周围地区。

## 杀戮
对伊兹比卡村的炮击于3月27日夜间开始，当时至少有50名南斯拉夫士兵、警察和准军事部队进入该村。他们身穿迷彩服和深蓝色或黑色制服，手持长刀。一些人戴着滑雪面罩，另一些人的脸上涂着油彩。
3月28日，几乎所有成年男子都逃到山区，在村里留下妇女、儿童和老人。那天，伊兹比卡地区挤满了成千上万的人，几乎都是妇女、儿童和老人。其中只有大约150个男性。国家安全部队威胁要杀死村民并索要赎金。拿到钱后，他们把男人和女人、孩子分开。妇女和儿童被送到阿尔巴尼亚。这些男性随后被用自动武器处决。一些妇女和老人也被处死。

## 战犯审判

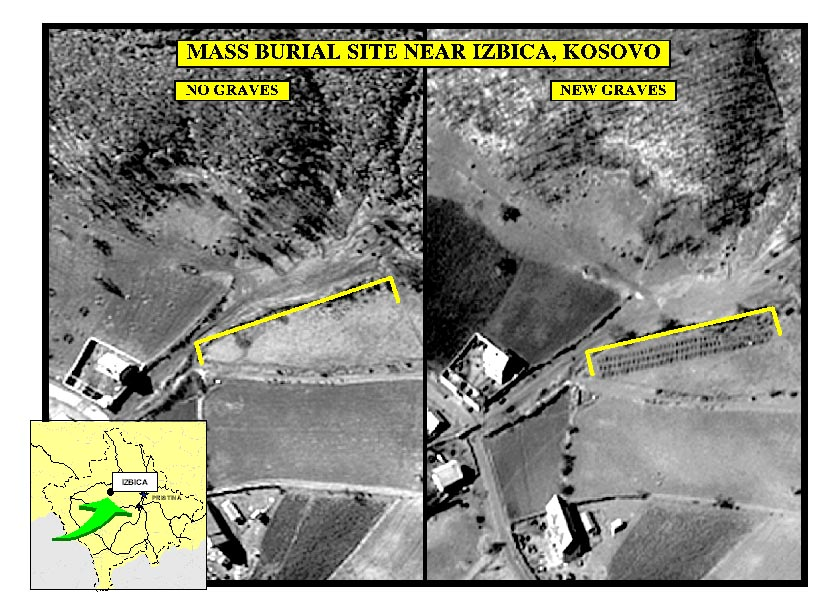
伊兹比卡附近新集体埋葬地点的卫星图像

前南斯拉夫问题国际刑事法庭对斯洛博丹·米洛舍维奇等人的起诉中引用了伊兹比卡屠杀事件。
1999年3月27日左右，南斯拉夫联邦共和国和塞尔维亚共和国部队袭击了伊兹比卡村。数千名村民在村外的草地上避难。在1999年3月28日左右，南斯拉夫联邦共和国和塞尔维亚的部队包围了村民，然后走近他们，向他们要钱。贵重物品被士兵和警察偷走后，男人和女人和小孩被分开了。这些人又进一步分为两组，一组派到附近的山上，另一组派到附近的河床。这两组人随后都遭到南斯拉夫联邦共和国和塞尔维亚部队的射击，大约130名科索沃阿族男子被打死。
 — 对米洛舍维奇和其他人的起诉
据记录受害者姓名的伊兹比卡科索沃解放军战士萨迪克说，1999年3月28日至5月10日期间，该村有142名科索沃阿族人被杀。2009年，前南国际法庭裁定，3月28日大约有93人被杀害，其中大多数是60至70岁的男性平民。

## 传记
- Schuppli, Susan. . MIT Press. 2020. ISBN 978-0262043571.